# Mario Tičinović
Mario Tičinović (ur. 20 sierpnia 1991 w Sinju) – chorwacki piłkarz występujący na pozycji napastnika. Zawodnik klubu Hajduk Split, do którego jest wypożyczony z KSC Lokeren.

## Kariera klubowa
Tičinović karierę rozpoczynał w 2008 roku w Hajduku Split, grającego w lidze Prva HNL. W 2009 roku wywalczył z nim wicemistrzostwo Chorwacji, a także dotarł do finału Pucharu Chorwacji. W 2010 roku wraz z Hajdukiem ponownie wywalczył wicemistrzostwo Chorwacji. Zdobył z nim również Puchar Chorwacji. W połowie 2010 roku został wypożyczony do drużyny NK Karlovac, także występującej w Prvej HNL. Pod koniec 2010 roku wrócił do Hajduka. W 2011 roku wywalczył z nim wicemistrzostwo Chorwacji.
Na początku 2012 roku Tičinović został wypożyczony do duńskiego zespołu FC Nordsjælland. W Superligaen zadebiutował 3 marca 2012 roku w zremisowanym 1:1 pojedynku z Aarhus GF. 1 kwietnia 2012 roku w wygranym 2:0 spotkaniu z HB Køge strzelił pierwszego gola w Superligaen. W tym samym roku zdobył z klubem mistrzostwo Chorwacji. Po tym sukcesie podpisał kontrakt z Nordsjælland. W 2015 przeszedł do KSC Lokeren. W 2018 wypożyczono go do Hajduka Split.

## Kariera reprezentacyjna
Tičinović jest reprezentantem Chorwacji U-20 oraz U-21. Wcześniej występował w kadrze Chorwacji na szczeblach U-14, U-16, U-17 oraz U-19.